# 吉布森鎮區 (密歇根州)
吉布森鎮區（英語：Gibson Township）是位於美國密歇根州貝縣的一個行政鎮區。

## 地方資料
吉布森鎮區的面積為92.20平方千米，當中陸地面積為92.10平方千米，而水域面積為0.10平方千米。根據2020年美國人口普查的數據，當地共有人口1124人，而人口密度為每平方千米12.19人。